# Sommer-Adonisröschen
Das Sommer-Adonisröschen (Adonis aestivalis), auch Blutauge, Blutströpfchen, Sommerblutströpfchen, Feuerröschen oder Kleines Teufelsauge genannt, ist eine Pflanzenart aus der Gattung der Adonisröschen (Adonis) in der Familie der Hahnenfußgewächse (Ranunculaceae). Sie ist in Eurasien und Nordafrika weitverbreitet. Auf die rotblütige Variante des Sommer-Adonisröschens bezieht sich der Gattungsname Adonisröschen (Adonis), siehe Gattungsartikel. Das Sommer-Adonisröschen wurde zur Blume des Jahres 1984 gewählt.

## Beschreibung

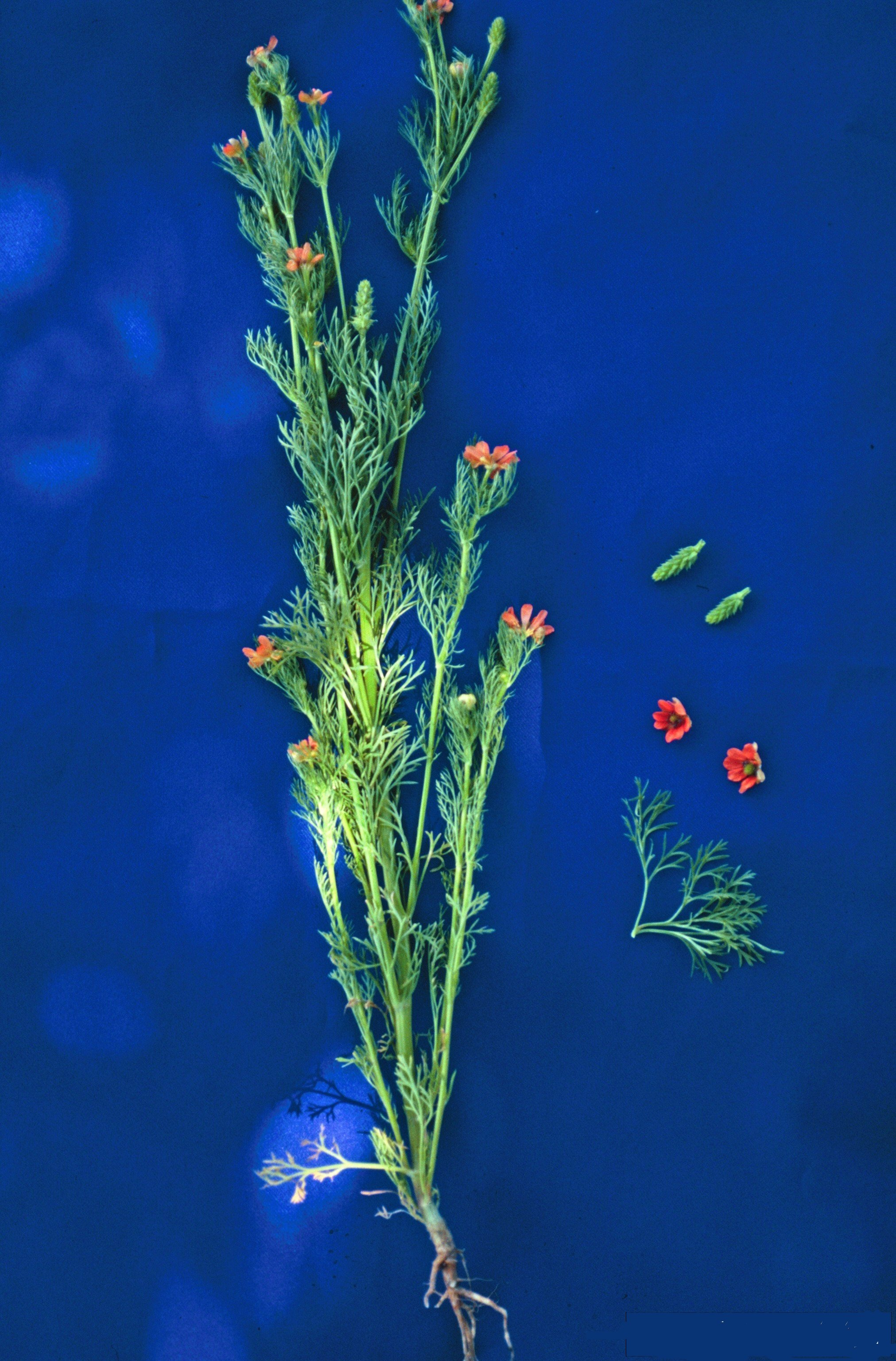
Habitus, Laubblätter, Blüten und junge Sammelfrüchte

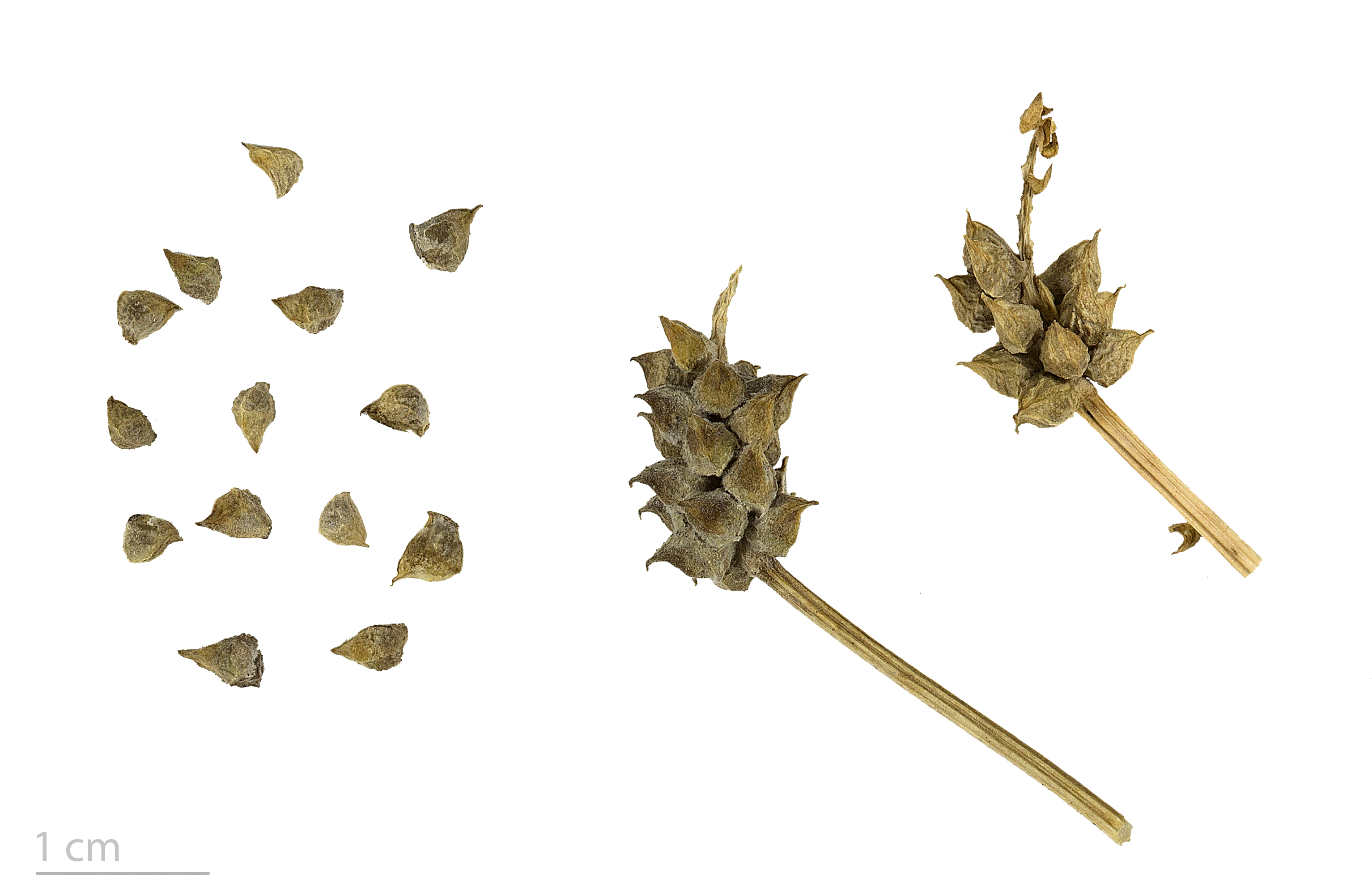
Adonis aestivalis

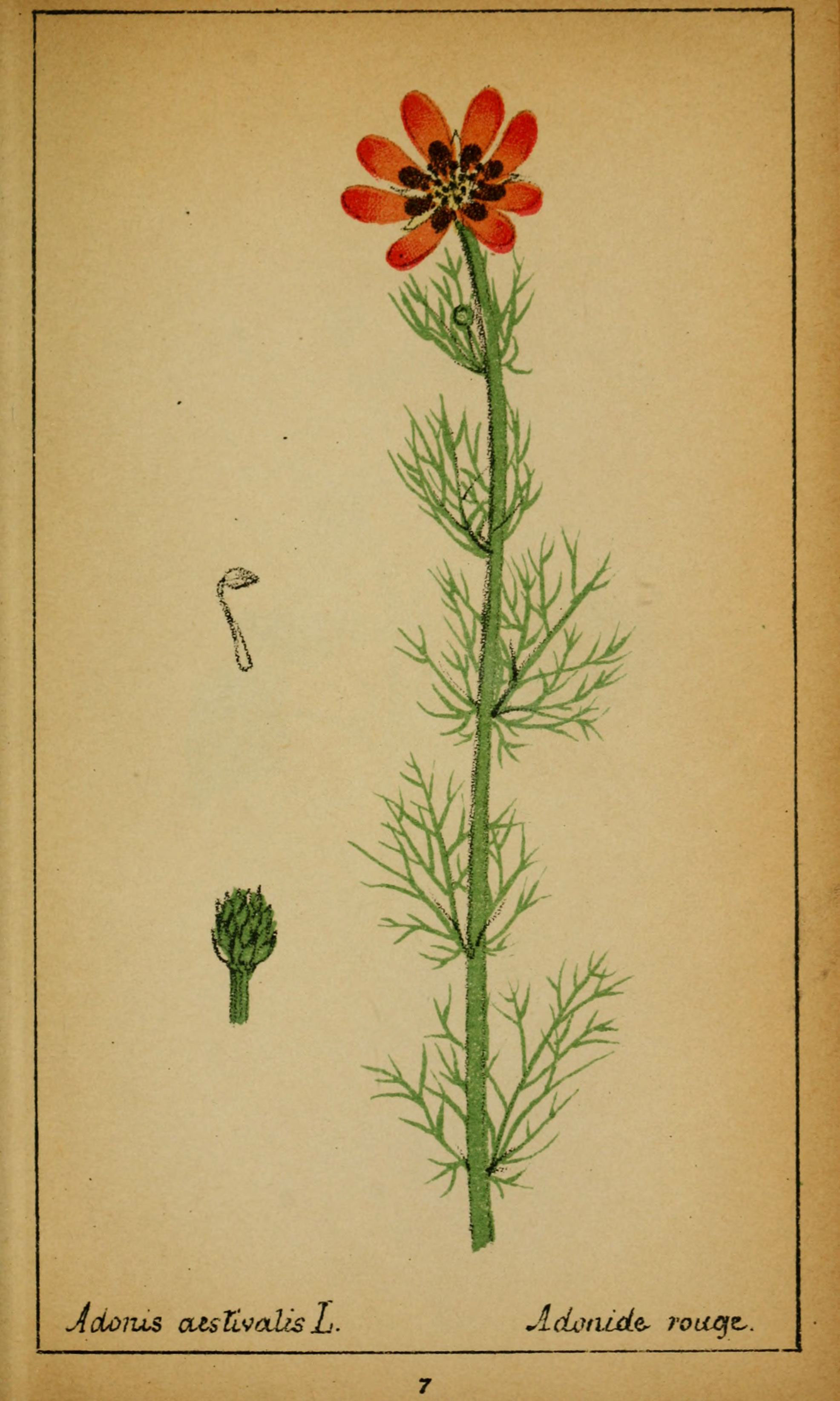
Illustration

### Erscheinungsbild und Laubblatt
Das Sommer-Adonisröschen wächst als einjährige krautige Pflanze und erreicht Wuchshöhen von 20 bis 50 (bis 100) Zentimetern. Es wird eine Pfahlwurzel gebildet. Die an der Basis spärlich flaumig behaarten Stängel sind verzweigt oder unverzweigt.
Die wechselständig am Stängel angeordneten, oft in seinem oberen Bereich konzentrierten Laubblätter sind lang gestielt bis mehr oder weniger ungestielt. Die Blattspreite besitzt eine Länge von etwa 3,5 Zentimetern bei den untersten Laubblättern, bis zu 6 Zentimetern bei den obersten Laubblättern und ist zwei- bis dreifach fiederschnittig. Die Blattoberfläche ist auf beiden Seiten kahl oder auf der Blattunterseite spärlich flaumig behaart. Bei den obersten Laubblättern sind die Blattspreiten einfach und linealisch bis lanzettlich-linealisch mit einer Breite von 0,4 bis 0,8 Millimeter.

### Blüte
Die Blütezeit reicht von Mai bis Juni. Die Blüten stehen endständig und einzeln. Die zwittrigen Blüten sind bei einem Durchmesser von 1,5 bis 3,5 Zentimetern radiärsymmetrisch. Die an die Kronblätter angedrückt stehenden fünf Kelchblätter sind häutig, schmal rhombisch bis schmal eiförmig oder breit verkehrt-eiförmig und besitzen zwei Drittel der Länge der Kronblätter. Die sechs bis acht mehr oder weniger aufrechten, mehr oder weniger flachen Kronblätter besitzen eine Länge von 10 bis 17 Millimeter. Die Farbe der Kronblätter ist sehr variabel: von leuchtend purpurrot bis zinnoberrot oder selten orangefarben bis auch blassgelb, an ihrer Basis oft mit dunklem bis schwarzem Fleck. Es sind etwa 30 Staubblätter mit anfangs purpurfarben-schwarzen, später olivgrünen Staubbeuteln, vorhanden. Die 30 bis 40 freien Fruchtblätter sind schmal eiförmig.

### Frucht
Die lang gestielte, 20 bis 30 mm lange 7 bis 10 Millimeter breite, zylindrische Sammelnussfrucht überragt deutlich die Laubblätter und enthält dicht gedrängt 30 bis 40 Nüsschen. Die kahlen Nüsschen sind 4 bis 6 Millimeter lang, eiförmig und besitzen einen aufrechten 1,5 bis 2 Millimeter langen Schnabel.

### Chromosomenzahl
Die Chromosomenzahl beträgt 2n = 32.

## Ökologie
Das Sommer-Adonisröschen ist ein sommerannueller Therophyt. Selbstbestäubung ist erfolgreich.

## Vorkommen
Das Sommer-Adonisröschen ist von West-, über Mittel- sowie Süd- bis Osteuropa, in Nordafrika, von Kleinasien bis Mittelasien und im nordwestlichen Himalaja weitverbreitet. Es ist ein gemäßigt-kontinentales bis ost-submediterranes Florenelement.
Durch Herbizidanwendung und intensive Bearbeitung der Äcker ist es in Mitteleuropa stark zurückgegangen und sehr selten geworden; es tritt dort kaum noch in größeren Beständen auf, sondern meist einzeln und unbeständig. In Gebieten mit Kalkgestein kommt es noch zerstreut vor. In Deutschland tritt das Sommer-Adonisröschen seit der mittleren Bronzezeit als Getreide„unkraut“ auf und war früher häufig. In Deutschland kommt Adonis aestivalis nur noch im mittleren Gebiet zerstreut bis verbreitet vor, darüber hinaus ist es sehr selten oder fehlt ganz. In Österreich und der Schweiz ist es selten und gebietsweise stark gefährdet.
Meist siedelt diese kalkliebende Art an Ackerrändern. Es besiedelt Getreidefelder, seltener Hackfruchtkulturen und Ödland. Es ist in Mitteleuropa eine Charakterart des Caucalido-Scandicetum aus dem Verband Caucalidion.
Die ökologischen Zeigerwerte nach Landolt et al. 2010 sind in der Schweiz: Feuchtezahl F = 2 (mäßig trocken), Lichtzahl L = 3 (halbschattig), Reaktionszahl R = 4 (neutral bis basisch), Temperaturzahl T = 4+ (warm-kollin), Nährstoffzahl N = 3 (mäßig nährstoffarm bis mäßig nährstoffreich), Kontinentalitätszahl K = 4 (subkontinental).
Es steigt in Mitteleuropa bis in Höhenlagen  etwa 1000 Metern. Das Sommer-Adonisröschen gedeiht am besten auf nährstoffreichen, kalkhaltigen, flachgründigen, sommerwarmen, meist trockenen, meist steinigen Lehm-, Löss- oder Tonböden. Seine Wurzeln können bis zu 80 Zentimeter tief in die Erde reichen.

## Systematik
Adonis aestivalis wurde 1762 durch Carl von Linné in der zweiten Auflage der Species Plantarum erstveröffentlicht.

## Medizinische Bedeutung und Giftwirkungen
Pharmakologisch interessante Inhaltsstoffe sind: Strophanthin, Adonitoxin, Vernadigin, und das Cymarin - Strophanthidin. Es handelt sich dabei um sehr herzwirksame Cardenolide, also Herzglykoside. Diese sind jedoch weniger wirksam als die Glykoside des Frühlings-Adonisröschens.
Aufgrund dieser Inhaltsstoffe sollen Pferde verendet sein, die die Pflanze gefressen hatten.

## Trivialnamen
Für das Sommer-Adonisröschen sind oder waren, zum Teil auch nur regional, auch folgende Bezeichnungen gebräuchlich: Ackerröslein (Tübingen), Adonis, Adonisröslein, Blutströpfle (Bern, Graubünden, Toggenburg), Braune Mädel (Schlesien), Brünette, Brunetröslein, Düwelsoooge (Unterweser), Feldanemone, Feldröslein, Feuerrösel (Schlesien), Fewerröslein, Fuerooge (Ostfriesland), Hadderbleam (Siebenbürgen bei Schäßburg), wäld Kokeschbleamen (Siebenbürgen), Kooltje Finir (Ostfriesland), Korallenblümlein (Ulm), Braune Mäpehl, Margenblümlin (Schlesien), Margenrösel (Schlesien), Marienröschen (Württemberg), Marienröslin (Schlesien, Schwaben), Negenknei (Göttingen), Rosa Kamillen (Schlesien), Rote Kamillen, Schwarzbraun Mädchen (Hessen) und Teufelsauge (Thüringen, Bern).

## Bilder
Sommer-Adonisröschen (Adonis aestivalis):

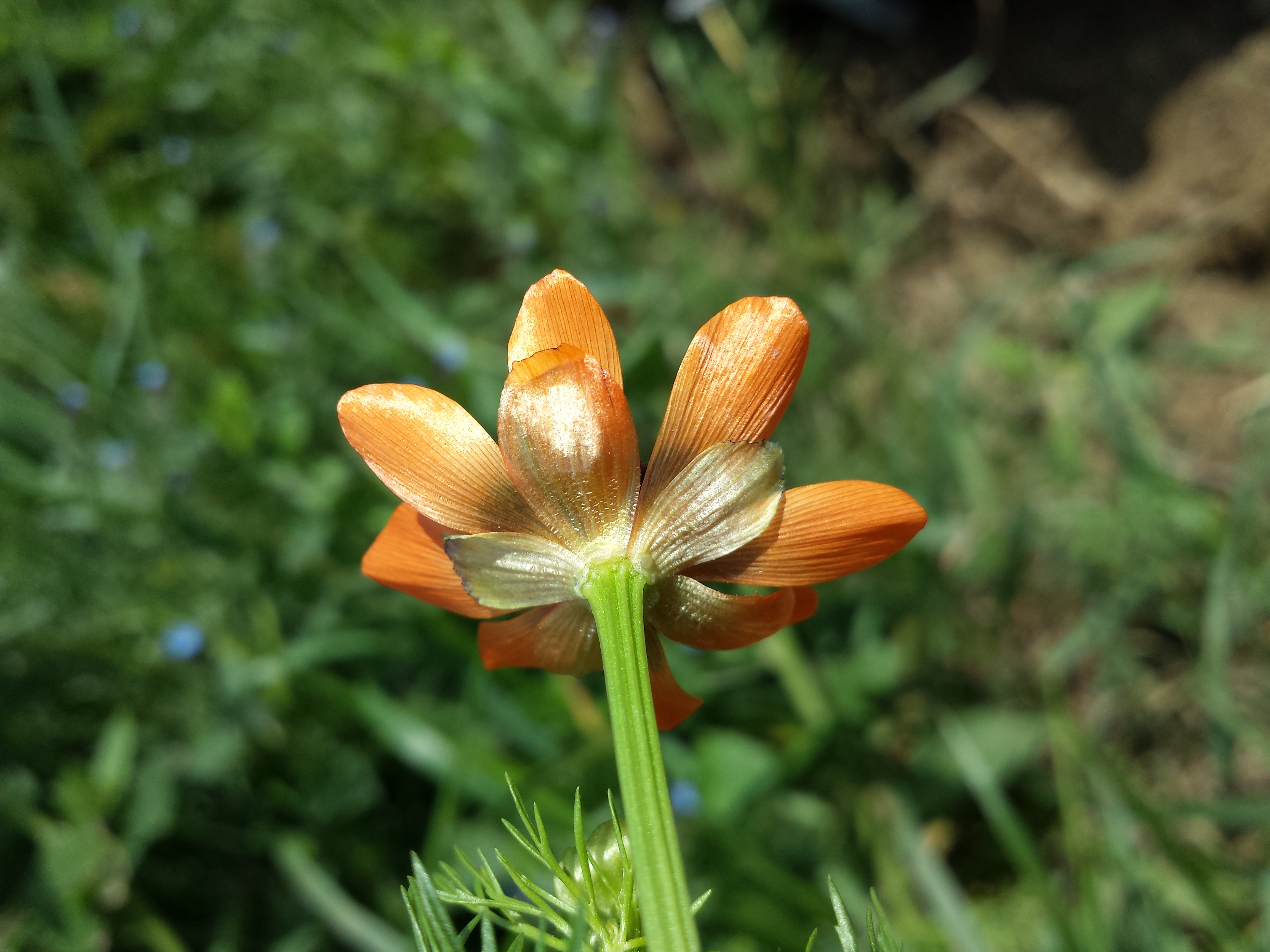
Blütenunterseite
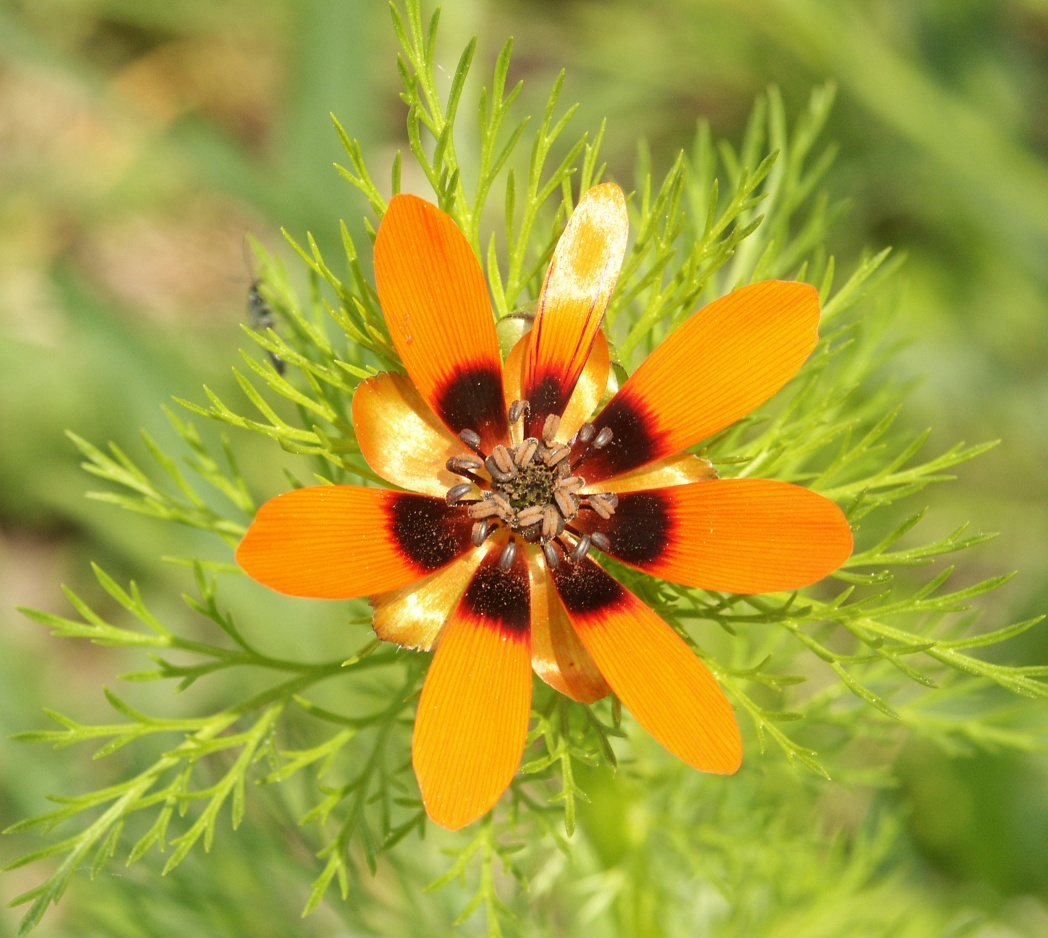
Orangefarbenblühende Variante
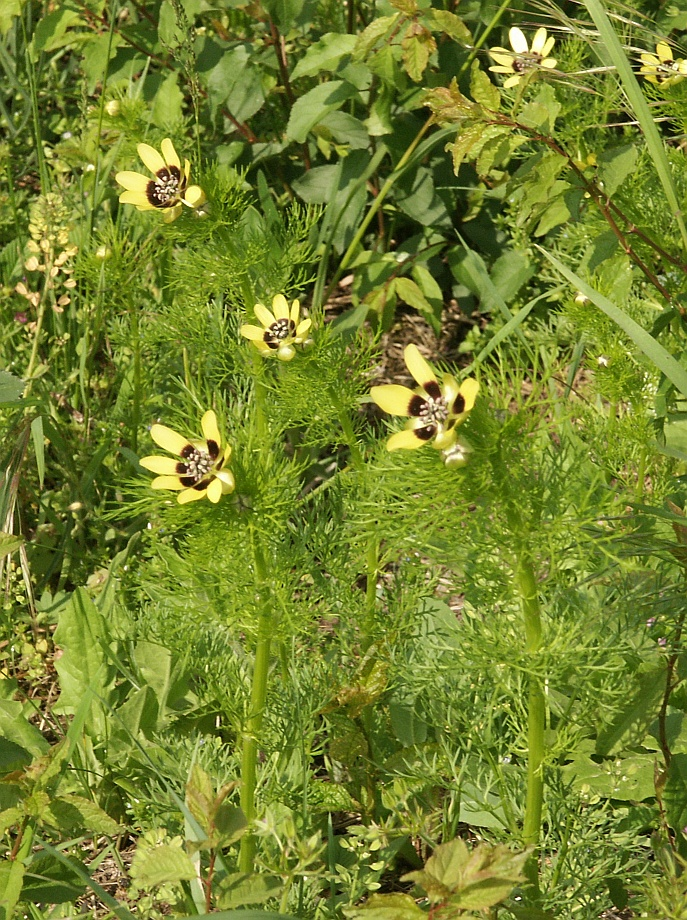
Gelbblühende Variante
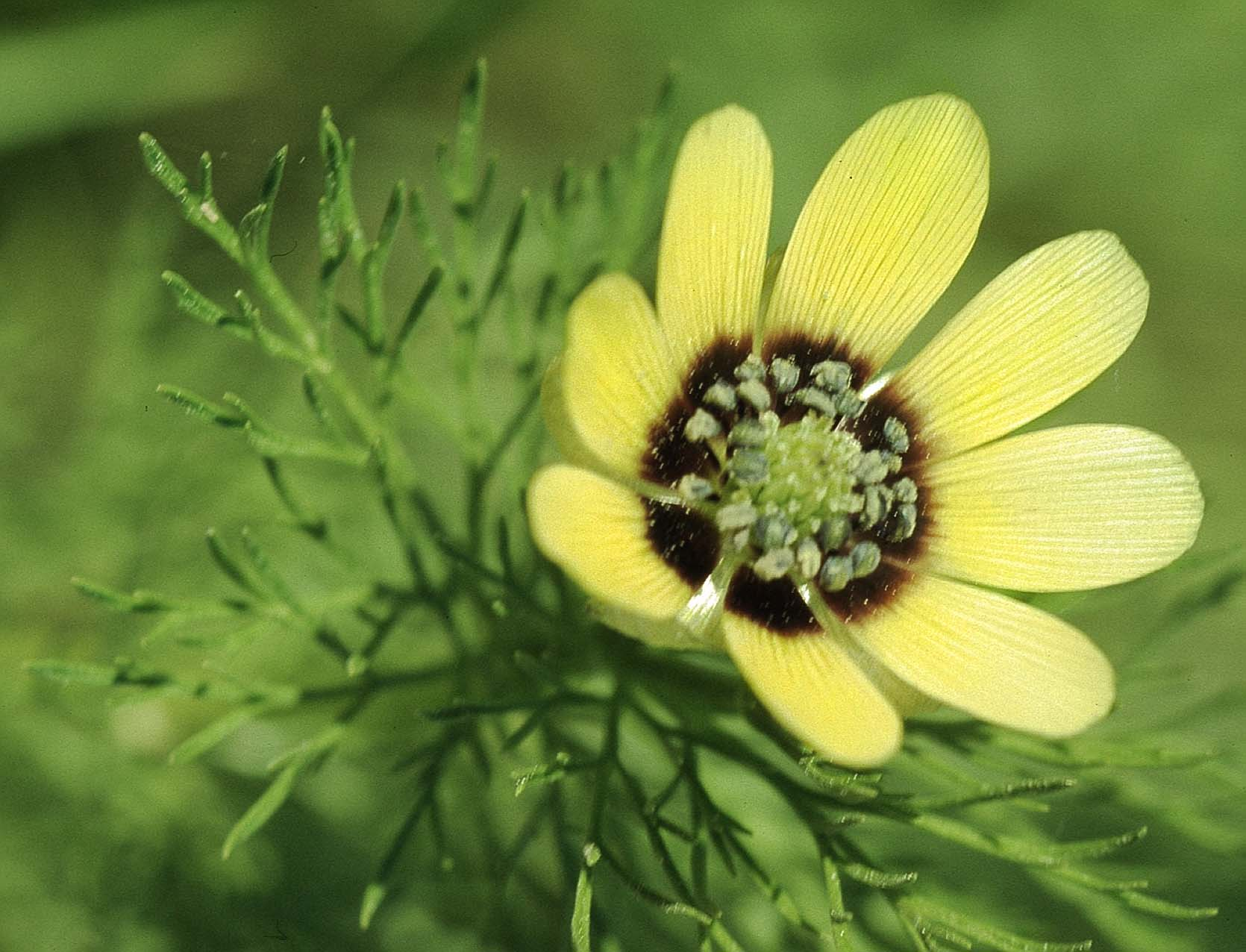
Adonis aestivalis var. citrinus
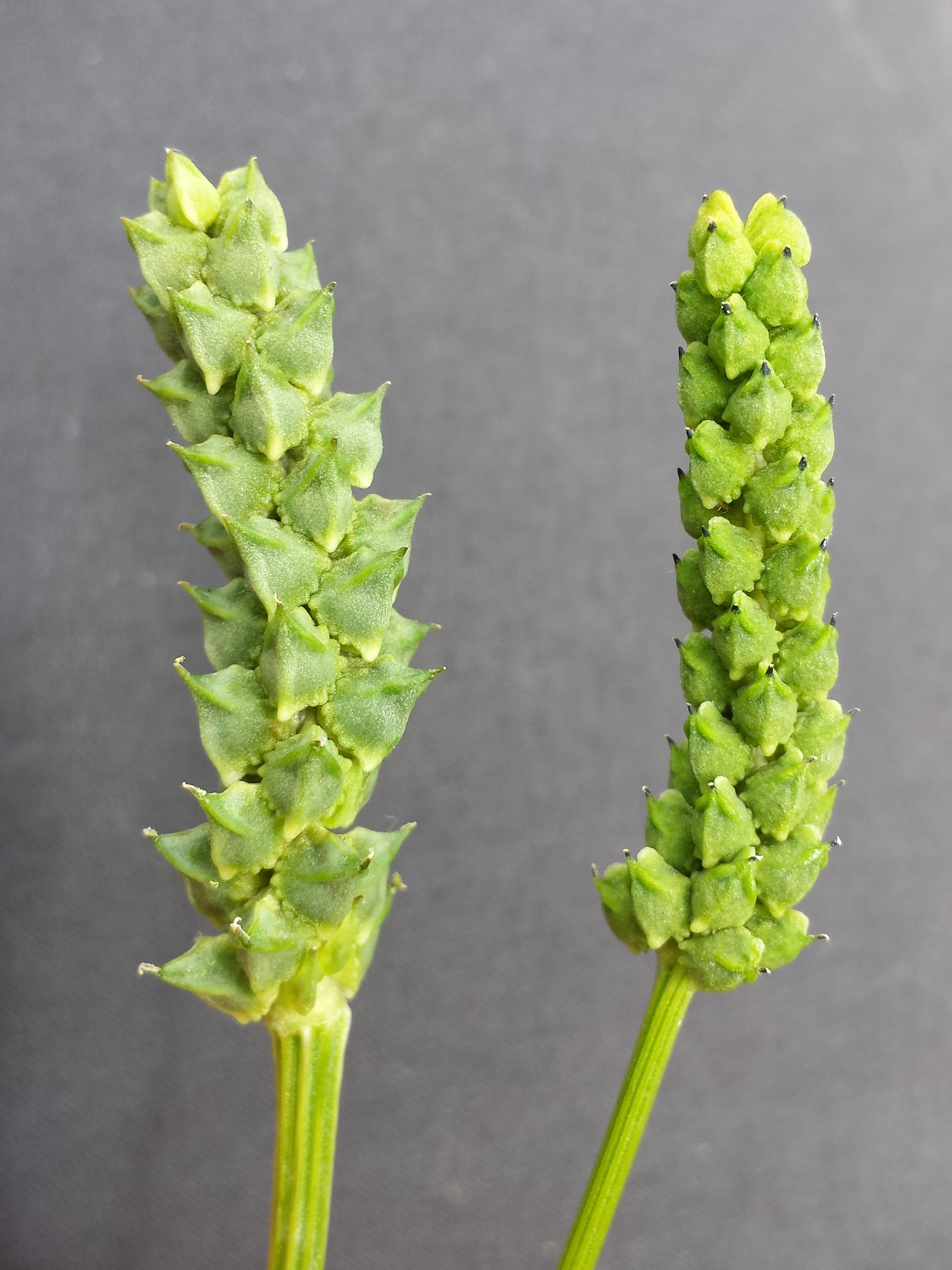
Links Frucht von Adonis aestivalis, rechts von A. flammea